# Pauridiantha smetsiana
Pauridiantha smetsiana är en måreväxtart som beskrevs av Ntore och Steven Dessein. Pauridiantha smetsiana ingår i släktet Pauridiantha och familjen måreväxter.
Artens utbredningsområde är Gabon. Inga underarter finns listade i Catalogue of Life.